# 氧化锕
氧化锕是锕的氧化物，化学式Ac2O3。氧化锕与氧化镧同晶，具六方结构。金属锕在空气中被氧化，表面形成一层氧化锕，能阻止金属锕进一步被氧化。

## 制备
氧化锕可由草酸锕或氢氧化锕在1000~1100℃下分解得到：
Ac2(C2O4)3 → Ac2O3 + 3 CO2↑ + 3 CO↑
2 Ac(OH)3 → Ac2O3 + 3 H2O↑
热分解硝酸锕也能得到氧化锕。